# 尹庄镇
尹庄镇，是中华人民共和国河南省三門峽市灵宝市下辖的一个乡镇级行政单位。

## 行政区划
尹庄镇下辖以下地区：
阎里村、浊峪村、张湾村、南辛庄村、涧口村、大岭村、杏凹村、官庄村、前店村、开方口村、李村、留村、唐窑村、寺凹村、南厥山村、北厥山村、大中原村、小中原村、娄下村、东车村、车窑村、西车村、思平村、涧西村、岳渡村、杨公村、南滩村和伍洞村。